# Strängstarr
Strängstarr (Carex chordorrhiza) är en flerårig gräslik växt inom släktet starrar och familjen halvgräs. Strängstarr växer i mattor med långa krypande jordstammar. Dess strån är uppstigande, släta, nästan trinda, är ihåliga och har gråbruna basala slidor. De blekgröna bladen blir från en till två mm breda, är rännformade och har halva stånas längd. axsamlingen blir från en till två cm, tätt huvudlik och består av en till sju äggrunda ax. De bruna axfjällen är tre mm och trubbiga. De ljusbruna fruktgömmena blir från 3 till 3,5 mm, har svaga nerver och kort slät näbb. Strängstarr blir från 10 till 30 cm hög och blommar från juni till juli.

## Utbredning
Strängstarr är ganska vanlig i Norden och återfinns vanligtvis på mager, blöt torvmark, såsom myrar, myrlaggar, kärrängar, gungflystränder och dystränder. Dess utbredning i Norden sträcker sig till hela Finland, Åland, hela Sverige förutom sydkusten, hela Norges inland, längs kustlandet på Island samt något område i Danmark.